# 科伊略爾普紐納山
13°55′41″S 70°49′1″W / 13.92806°S 70.81694°W
科伊略爾普紐納山（Joyllor Puñuna），是秘魯的山峰，位於該國東南部庫斯科大區和普諾大區，屬於安第斯山脈中維爾卡潘帕山脈的一部分，海拔高度5,743米。